# 羅貝爾·迪奧雄體育場
羅貝爾·迪奧雄體育場（法語：Stade Robert-Diochon）是一座位於法國小克维伊的運動場，現主要用作足球比賽，並為當地足球會魯昂及克维伊鲁昂的主場。當地欖球會亦有使用運動場作為主場。
運動場能容納12,018位觀眾。

## 外部連結
- Stadium information （页面存档备份，存于）

49°24′40″N 1°04′15″E / 49.411078°N 1.070738°E